# Шервашидзе, Прокофий Леванович
Князь Прокофий (Прокопий) Леванович Шервашидзе (груз. პროკოფი ლევანის ძე შერვაშიძე, абх. Пракопи Леуан-иҧа Чачба,  8 июля 1840 — 31 декабря 1915) — генерал-майор в отставке, депутат Государственной думы I созыва от Батумской области и Сухумского округа и III созыва от Батумской и Карской областей и Сухумского округа

## Биография
Князь, из рода абхазских владетельных князей. Учился в Александровском институте и Михайловском артиллерийском училище в Санкт-Петербурге. Служил на Кавказе, участвовал в военных действиях по покорению Западного Кавказа. В 1894—1895 годах подполковник командир 2-го крепостного батальона Михайловской крепостной артиллерии. 3 апреля 1860 года произведен в полковники. В 1900 году вышел в отставку в чине полковника (по другим сведениям в чине генерал-майора). Член Батумской городской думы. Беспартийный. Владел 1825 десятинами земли.
В марте 1906 избран в Государственную думу I созыва  от общего состава выборщиков от Батумской области и Сухумского округа. Беспартийный.

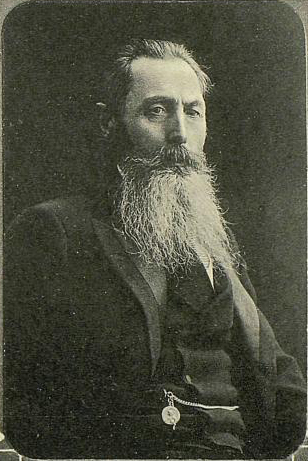
Кн. Прокофий Шервашидзе, 1910

В октябре 1907 избран в Государственную думу III созыва от общего состава выборщиков Карской и Батумской областей и Сухумского округа. Входил во фракцию прогрессистов. Член комиссии по государственной обороне, земельной комиссии и комиссии по переселенческому делу.

## Награды
- Орден Святой Анны 3 ст. с бантом (1842)[4]
- Орден Святого Станислава 2 ст. с мечами (1857)
- Императорская корона к Ордену Святого Станислава 2 ст. (1861)
- Орден Святой Анны 2 ст. (1864)
- Императорская корона к Ордену Святой Анны 2 ст. (1864)

## Семья
Отец — князь Леван (Бего) сын Мехмедбея (1801—1844), прапорщик. Его крёстным при крещении был Леван Дадиани. Погиб от ран, полученных в бою с закубанскими горцами.
Мать — княжна Мариам (Марика) Тариеловна урожденная Дадиани, брак 18.02.1836 в Обуджи.
Жена — княжна Нина Григорьевна Мхеидзе (1864—27.02.1950), брак 21.05.1887.
Дочь — княжна Мария (Мери) Прокофьевна (1888—21.01.1986) замужем (20.09.1918) за князем Георгием (Гигуша) Николаевичем Эристави-Ксанским.
Сын — Леван Родился 1889, умер в младенчестве.
Дочь — княжна Елена Прокофьевна (07.11.1891—16.12.1926) замужем за Алексеем Николаевичем Хомяковым (1893—1919, Киев), сыном председателя Государственной Думы Н. А. Хомякова.
Дочь — княжна Анна Прокофьевна (1894—около 1914)
Дочь — княжна Тамара Прокофьевна (20.11.1896—27.01.1931) замужем (20.10.1914) за графом Петром Константиновичем фон Зарнекау, сыном принца Константина Фридриха Ольденбургского и княжны Агриппины Джапаридзе.